# طواف لانكاوي 2001
طواف لانكاوي 2001 هو سباق دراجات هوائية أقيم بتاريخ 4–18 فبراير 2001، تكون السباق من 12 مرحلة وامتدّ لمسافة 1833.47 كم بسرعة 42.68 كم/س، استغرق السباق 42 ساعة 59 دقيقة 23 ثانية.